# Madracis decactis
Madracis decactis is een rifkoralensoort uit de familie van de Pocilloporidae. De wetenschappelijke naam van de soort is voor het eerst geldig gepubliceerd in 1859 door Lyman.